# اضافه وزن
اضافه وزن یا بیش‌وزنی، به حالتی گفته می‌شود که فرد بیش از وزن مناسب و کمتر از حد چاقی وزن داشته باشد. این حالت متضاد کم‌وزنی است. اضافه وزن بسیار شایع است (تا یک میلیارد نفر) به ویژه اگر سبک زندگی فرد دارای مصرف غذای زیاد و تحرک ناکافی باشد. در بیشتر کسانی که اضافه وزن دارند چاقی موضعی دارند و بیشتر آن‌ها چاقی شکمی دارند. انسان‌های دارای اضافه وزن یا چاق همیشه در معرض خطرات ابتلا به بسیاری از بیماری‌های زمینه‌ای هستند. از دست دادن مقدار محدودی از این وزن اضافی می‌تواند کمک بسیاری به کاهش خطرات احتمالی کند.

## تعریفی دقیق تر
معمولاً پزشکان برای تشخیص وزن مناسب در افراد، از فرمولی براساس قد و وزن استفاده می‌کنند که نمایه توده بدن (BMI)نامیده می‌شود و از تقسیم وزن بر مجذور قد به‌دست میآید. اگر نمایه توده بدن فرد بین ۲۵ تا ۲۹ باشد آن را اضافه وزن و از این حد بالاتر را چاق می‌گویند.